# Casimir Marie Gaudibert

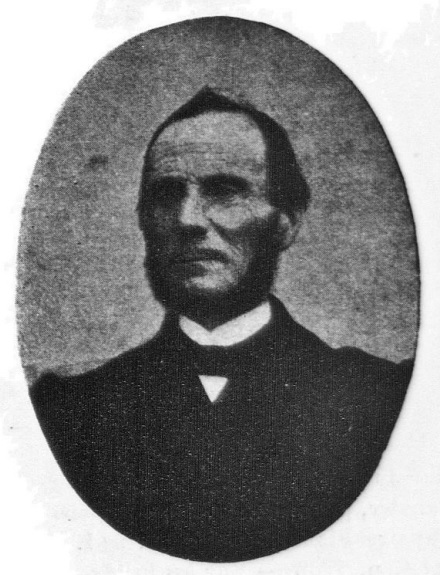
Casimir Marie Gaudibert

Casimir Marie Gaudibert (* 4. März 1823 in Malaucène (Vaucluse); † 9. Juni 1901 in Vaison-la-Romaine) war ein französischer Astronom, Selenograph und Geistlicher.

## Leben
Casimir Marie Gaudibert wurde am 4. März 1823  als Sohn des Gutsbesitzers Étienne Gaudibert und dessen Frau Rose Barnoin in Malaucène in eine protestantische Familie geboren.
Am 16. Juni 1848 schloss er auf Jersey die Ehe mit der aus London stammenden Marion Roddis.
Gaudibert kam Anfang 1854 nach Belgien in die Gemeinde Fontaine-l’Évêque, um dort die frei gewordene Pfarrerstelle der belgischen Missionsgesellschaft (Société Missionnaire Belge) anzutreten. Aufgrund von Anschuldigungen eines Mitmissionars bezüglich der Lehren von John Nelson Darby kam es zu einem Zerwürfnis mit der Missionsgesellschaft, aber er blieb der Kirche treu. Am 14. September 1854 wurde er auf eine vakant gewordene Pfarrerstelle der Nachbargemeinde Charleroi berufen.

Gaudiberts Mondkarte

1873 kehrte Gaudibert nach Frankreich, nach Vaucluse, zurück und widmete sich dort seiner astronomischen Leidenschaft. Für seine Beobachtungen verwendete er ein selbstkonstruiertes Teleskop mit einem Durchmesser von 21,6 cm und einer Brennweite von 1,65 m. Damit gelangen ihm 100- bis 600-fache Vergrößerungen.
Die Details zu seinem Teleskop finden sich in Comment Je Me Suis Construit un Telescope (Wie ich mir ein Teleskop gebaut habe).
Seine zahlreichen Arbeiten erschienen in mehreren Zeitschriften, darunter The English Mechanic and World of Science and Art, L’Astronomie und das Bulletin de la Société astronomique de France. Es handelte sich hauptsächlich um selenographische Arbeiten, es finden sich aber auch eine Abhandlung über die Rotationsdauer Jupiters oder eine Besprechung des Buchs The Moon von Thomas Gwyn Elger.
1887 erstellte Gaudibert unter der Leitung von Camille Flammarion eine sehr detaillierte Mondkarte.
Im Jahre 1935 benannte die International Astronomical Union den Mondkrater Gaudibert offiziell nach Casimir Marie Gaudibert.